# Sabine Blank
Sabine Blank (* 30. April 1984 in Sulzbach/Saar) ist eine ehemalige deutsche Fußballspielerin. Sie war vor allem für die Frauenmannschaft des 1. FC Saarbrücken als Abwehrspielerin aktiv.

## Karriere
Von 2000 bis 2004 spielte sie für den 1. FC Saarbrücken in der Bundesliga, die Saison 2002/03 in der Regionalliga Südwest. In der Saison 2004/05 spielte sie für den FSV Frankfurt erneut in der Bundesliga. Zur Saison 2005/06 kehrte sie zum 1. FC Saarbrücken in die 2. Bundesliga Süd zurück. Im Jahre 2015 beendete sie ihre Fußballkarriere, blieb dem 1. FC Saarbrücken jedoch als Physiotherapeutin erhalten.

## Erfolge
- Saarlandpokalsieger 2014
- DFB-Pokal-Finalist 2008